# Pastor Peak
Pastor Peak är en bergstopp i Antarktis. Den ligger i Västantarktis. Inget land gör anspråk på området. Toppen på Pastor Peak är 2 000 meter över havet.
Terrängen runt Pastor Peak är varierad. Trakten är obefolkad. Det finns inga samhällen i närheten.